# Нортфилд (Њу Џерзи)
Нортфилд (енгл. Northfield) град је у америчкој савезној држави Њу Џерзи. По попису становништва из 2010. у њему је живело 8.624 становника.

## Демографија
Према попису становништва из 2010. у граду је живело 8.624 становника, што је 899 (11,6%) становника више него 2000. године.
| Група             | 2000.         | 2010.         |
| Белци             | 6.938 (89,8%) | 7.153 (82,9%) |
| Афроамериканци    | 205 (2,7%)    | 279 (3,2%)    |
| Азијати           | 193 (2,5%)    | 388 (4,5%)    |
| Хиспаноамериканци | 338 (4,4%)    | 690 (8,0%)    |
| Укупно            | 7.725         | 8.624         |